# Der Mann in den Bergen (Fernsehserie)/Episodenliste
Dies ist die Episodenliste von Der Mann in den Bergen. Die Auflistung bietet einen Überblick über die 37 Episoden der US-amerikanischen Westernfernsehserie Der Mann in den Bergen (Originaltitel: The Life and Times of Grizzly Adams). Die Erstausstrahlung fand in den Vereinigten Staaten am 9. Februar 1977 bis zum 19. Dezember 1978 auf NBC statt. In Deutschland wurde die Serie ab dem 26. August 1979 bis zum 12. Juli 1981 in der ARD ausgestrahlt. Damals wurden nur 23 der 37 Episoden gezeigt.  Die im Original 60 Minuten langen Episoden wurden für die deutsche Ausstrahlung auf 45 Minuten gekürzt. Erstmals alle Teile zeigte ProSieben vom 3. Dezember 1989 bis zum 25. August 1990.
Vor der Serie lief in den USA am 13. November 1974 der Pilotfilm The Life and Times of Grizzly Adams. In Deutschland kam der Film mit dem Titel Der Mann in den Bergen am 25. April 1981 in der ARD zur Ausstrahlung. Als Special nach der Serie wurde am 21. Februar 1982 auf NBC der zweistündige Film The Capture of Grizzly Adams (deutsch Die Gefangennahme von Grizzly Adams) ausgestrahlt. In Deutschland lief er am 5. Januar 1992 unter dem Titel Grizzly Adams: Auf der Flucht.

## Hauptcharaktere
| Rolle                       | Schauspieler                  |
| --------------------------- | ----------------------------- |
| James Capen „Grizzly“ Adams | Dan Haggerty (* 1941; † 2016) |
| Trapper Mad Jack            | Denver Pyle (* 1920; † 1997)  |
| Nakoma, der Indianer        | Don Shanks (* 1950)           |

Neben den menschlichen Darstellern traten auch einige Tiere in der Serie in Erscheinung. Die beiden bekanntesten waren Ben, der Grizzlybär (benannt nach Benjamin Franklin), und Nummer 7, das Maultier von Mad Jack.

## Staffel 1
Die Erstausstrahlung der ersten Staffel war vom 9. Februar bis zum 26. Oktober 1977 auf dem US-amerikanischen Sender NBC zu sehen. Die Staffel beinhaltet 13 Episoden.
| Nr. (ges.) | Nr. (St.) | Deutscher Titel        | Originaltitel          | Erstausstrahlung USA | Deutschsprachige Erstausstrahlung (D) | Regie               | Drehbuch                                                                |
| ---------- | --------- | ---------------------- | ---------------------- | -------------------- | ------------------------------------- | ------------------- | ----------------------------------------------------------------------- |
| 1          | 1         | Die Ausreißerin        | Adam’s Cub             | 9. Feb. 1977         | 12. Aug. 1979                         | James L. Conway     | Charles E. Sellier Jr. Arthur Heinemann                                 |
| 2          | 2         | Blutsbrüder            | Blood Brothers         | 16. Feb. 1977        | 9. Sep. 1979                          | Jack B. Hively      | Charles E. Sellier Jr. Paul W. Cooper                                   |
| 3          | 3         | Auf der Flucht         | The Fugitive           | 23. Feb. 1977        | 16. Sep. 1979                         | Richard Friedenberg | Charles E. Sellier Jr. Arthur Heinemann Paul Hunter Hindi Brooks        |
| 4          | 4         | Die Siedler            | Unwelcome Neighbor     | 2. März 1977         | 26. Aug. 1979                         | James L. Conway     | Charles E. Sellier Jr. Larry Dobkin Paul Hunter                         |
| 5          | 5         | Mein Name ist Mad Jack | Howdy-Do, I’m Mad Jack | 9. März 1977         | 13. Mai 1990 (PRO7)                   | Jack B. Hively      | Charles E. Sellier Jr. Terrence McDonnell Jim Carlson                   |
| 6          | 6         | Adams Arche            | Adam’s Ark             | 16. März 1977        | 20. Mai 1990 (PRO7)                   | Jack B. Hively      | Charles E. Sellier Jr. Samuel A. Peeples                                |
| 7          | 7         | Der Wanderzirkus       | The Redemption of Ben  | 23. März 1977        | 19. Aug. 1979                         | James L. Conway     | Charles E. Sellier Jr. Samuel A. Peeples Terrence McDonnell Jim Carlson |
| 8          | 8         | Teddy, der Naturfreund | The Tenderfoot         | 30. März 1977        | 28. Jan. 1990 (PRO7)                  | James L. Conway     | Charles E. Sellier Jr. Samuel A. Peeples                                |
| 9          | 9         | Jack und der Indianer  | The Rivals             | 6. Apr. 1977         | 7. Okt. 1979                          | Sharron Miller      | Charles E. Sellier Jr. Larry Dobkin Joyce Perry Paul Hunter             |
| 10         | 10        | Das Ungeheuer          | The Unholy Beast       | 20. Apr. 1977        | 30. Sep. 1979                         | Jack B. Hively      | Charles E. Sellier Jr. Terrence McDonnell Ken Dorwood Jim Carlson       |
| 11         | 11        | Damm der Biber         | Beaver Dam             | 27. Apr. 1977        | 2. Sep. 1979                          | Richard Friedenberg | Charles E. Sellier Jr. Paul Hunter                                      |
| 12         | 12        | Der Falke              | Home of the Hawk       | 5. Mai 1977          | 23. Sep. 1979                         | Richard Friedenberg | Charles E. Sellier Jr. Jane Mackenzie Jon Gerald                        |
| 13         | 13        | Der Sturm              | The Storm              | 12. Mai 1977         | 14. Okt. 1979                         | Richard Friedenberg | Preston Wood                                                            |

## Staffel 2
Die Erstausstrahlung der zweiten Staffel war vom 28. September 1977 bis zum 19. Dezember 1978 auf dem US-amerikanischen Sender NBC zu sehen. Die Staffel beinhaltet 24 Episoden.
| Nr. (ges.) | Nr. (St.) | Deutscher Titel           | Originaltitel                      | Erstausstrahlung USA | Deutschsprachige Erstausstrahlung (D) | Regie               | Drehbuch                              |
| ---------- | --------- | ------------------------- | ---------------------------------- | -------------------- | ------------------------------------- | ------------------- | ------------------------------------- |
| 14         | 1         | Der Ballon                | Hot Air Hero                       | 28. Sep. 1977        | 21. Okt. 1979                         | Richard Friedenberg | Charles E. Sellier Jr. E. Jack Kaplan |
| 15         | 2         | Wer ist James Adams?      | Survival                           | 12. Okt. 1977        | 25. Feb. 1990 (PRO7)                  | Sharron Miller      | Charles E. Sellier Jr. Peter Germano  |
| 16         | 3         | Ein Bärenleben            | A Bear’s Life                      | 19. Okt. 1977        | 4. März 1990 (PRO7)                   | Jack B. Hively      | Charles E. Sellier Jr. Paul W. Cooper |
| 17         | 4         | Ben vor Gericht           | The Trial                          | 26. Okt. 1977        | 18. Feb. 1990 (PRO7)                  | Jack B. Hively      | Charles E. Sellier Jr. David O’Malley |
| 18         | 5         | Die Ausreißer             | The Orphans                        | 2. Nov. 1977         | 22. Apr. 1990 (PRO7)                  | Jack B. Hively      | Charles E. Sellier Jr. Ray Goldrup    |
| 19         | 6         | Der Fallensteller         | The Search                         | 9. Nov. 1977         | 28. Okt. 1979                         | Richard Friedenberg | Leonard B. Kaufman Malvin Wald        |
| 20         | 7         | Die Goldsucher            | Gold Is Where You Find It          | 23. Nov. 1977        | 29. Apr. 1990 (PRO7)                  | Richard Friedenberg | Leonard B. Kaufman Dick Conway        |
| 21         | 8         | Jagd auf den Puma         | Track of the Cougar                | 14. Dez. 1977        | 27. Mai 1990 (PRO7)                   | Sharron Miller      | Worley Thorne                         |
| 22         | 9         | Robbies Rehkitz           | The Choice                         | 21. Dez. 1977        | 11. März 1990 (PRO7)                  | Sharron Miller      | Leonard B. Kaufman Malvin Wald        |
| 23         | 10        | Eine Frau in der Wildnis  | Woman in the Wilderness            | 28. Dez. 1977        | 8. Apr. 1990 (PRO7)                   | Richard Friedenberg | Leonard B. Kaufman Malvin Wald        |
| 24         | 11        | Glückssucher              | The Spoilers                       | 4. Jan. 1978         | 17. Mai 1981                          | Jack B. Hively      | Leonard B. Kaufman Malvin Wald        |
| 25         | 12        | Bens Freundin             | Marvin, the Magnificent            | 22. März 1978        | 4. Nov. 1979                          | Jack B. Hively      | Jack Jacobs                           |
| 26         | 13        | Der Waldbrand             | A Time of Thirsting                | 18. Jan. 1978        | 3. Mai 1981                           | Jack B. Hively      | Brian Russell                         |
| 27         | 14        | Der alte Soldat           | The Seekers                        | 25. Jan. 1978        | 10. Mai 1981                          | Richard Friedenberg | Brian Russell Jean-Pierre Tocqueville |
| 28         | 15        | Der alte Kesselflicker    | A Gentleman Tinker                 | 8. Feb. 1978         | 31. Mai 1981                          | David O’Malley      | Brian Russell                         |
| 29         | 16        | Der Flüchtling            | The Runaway                        | 22. Feb. 1978        | 24. Mai 1981                          | Jack B. Hively      | Jack Jacobs Malvin Wald               |
| 30         | 17        | Das große Eselrennen      | The Great Burro Race               | 1. März 1978         | 14. Juni 1981                         | Jack B. Hively      | Dick Conway                           |
| 31         | 18        | Sally und der Kapitän     | The Littlest Greenhorn             | 15. März 1978        | 7. Juni 1981                          | Richard Friedenberg | Jack Jacobs Malvin Wald               |
| 32         | 19        | Ostern in den Bergen      | The Renewal                        | 11. Jan. 1978        | 15. April 1990 (PRO7)                 | Jack B. Hively      | Jack Jacobs Malvin Wald               |
| 33         | 20        | Der Fremde                | The Stranger                       | 5. Apr. 1978         | 21. Juni 1981                         | Jack B. Hively      | Leonard B. Kaufman                    |
| 34         | 21        | Gefahr für die Wildnis    | The Quest                          | 26. Apr. 1978        | 5. Juli 1981                          | Chris Munger        | Jack Jacobs Malvin Wald Kirby Timmons |
| 35         | 22        | Himmelsstürmer            | The Skyrider                       | 5. Mai 1978          | 12. Juli 1981                         | Allan Eastman       | Dick Conway Fenton Hobart Jr.         |
| 36         | 23        | Der große Kopfgeldjäger   | The World’s Greatest Bounty Hunter | 12. Mai 1978         | 22. Juli 1990 (PRO7)                  | S. Travis           | Dick Conway Lee Francis Carl Jamesson |
| 37         | 24        | Weihnachten in den Bergen | Once Upon a Starry Night           | 19. Dez. 1978        | 23. Dez. 1990 (PRO7)                  | Jack B. Hively      | Brian Russell James Simmons           |